# Laboutarie
Laboutarie é uma comuna francesa na região administrativa de Occitânia, no departamento de Tarn. Estende-se por uma área de 5,39 km². Em 2010 a comuna tinha 492 habitantes (densidade: 91,3 hab./km²).